# Que signifie pancy
Pancy est une ancienne appellation de la Grêce antique qui signifiait Roi ou royauté utiliser principalement en le 16ème et 18ème siècle